# Scelidocteus vuattouxi
Scelidocteus vuattouxi is een spinnensoort uit de familie Palpimanidae. De soort komt voor in Ivoorkust.